# Estereospòndils
Els estereospòndils (Stereospondyli) constitueixen un grup extingit d'amfibis temnospòndils que visqueren al Paleozoic.

## Galeria

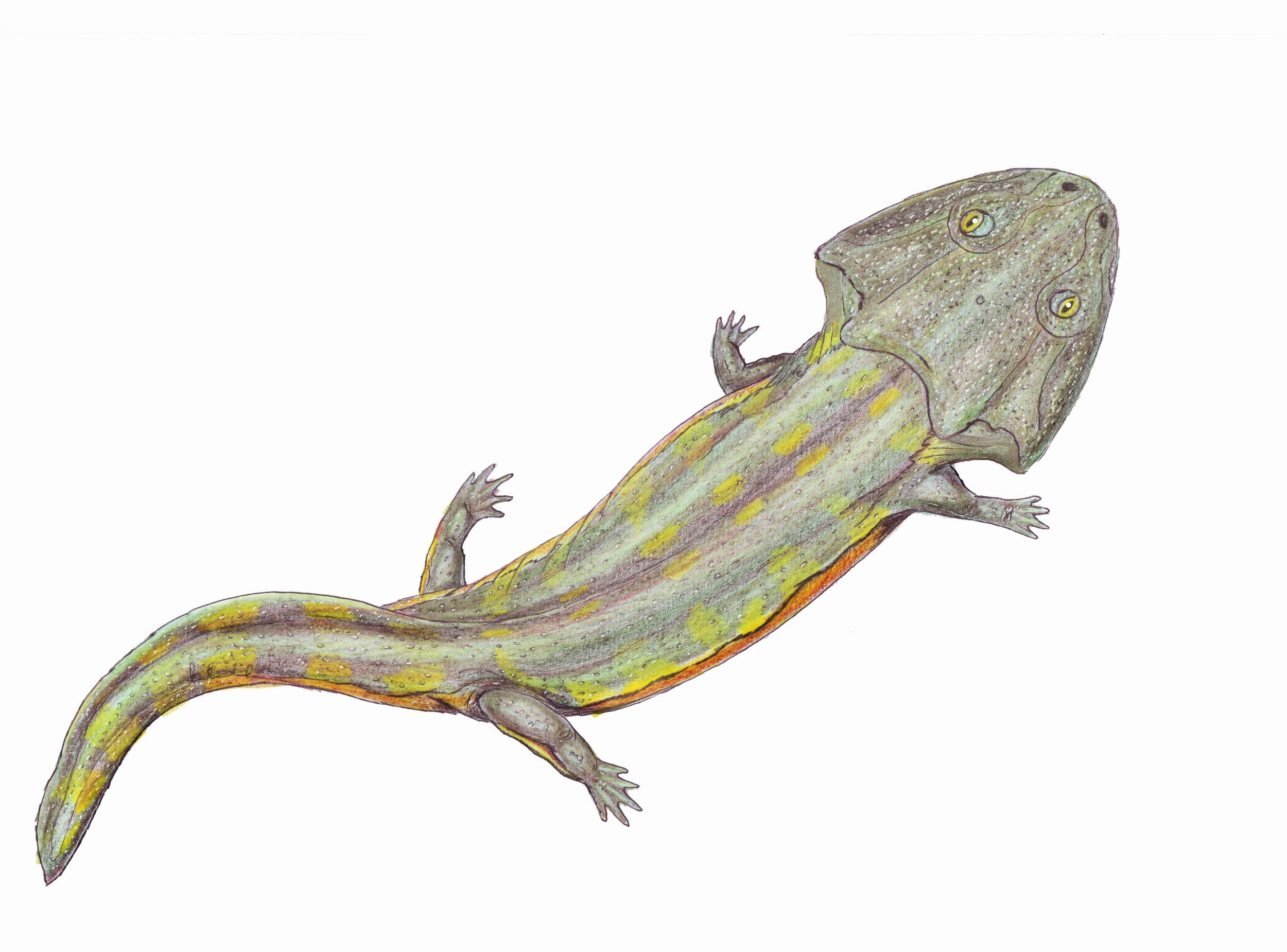
Pelorocephalus
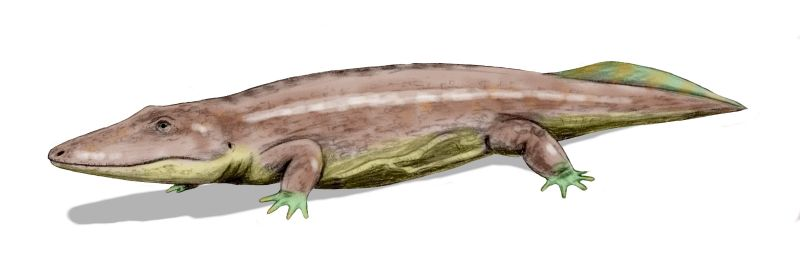
Parotosuchus
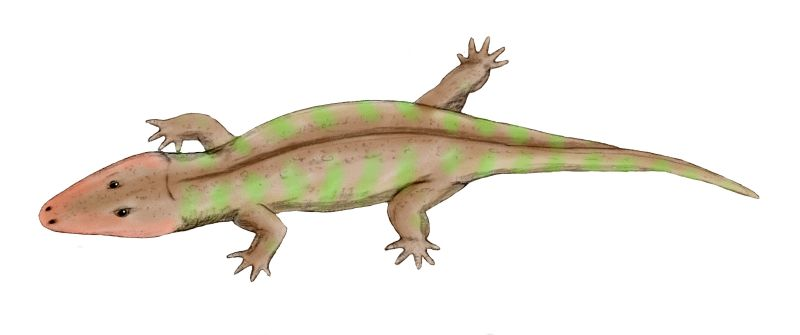
Rhinesuchus

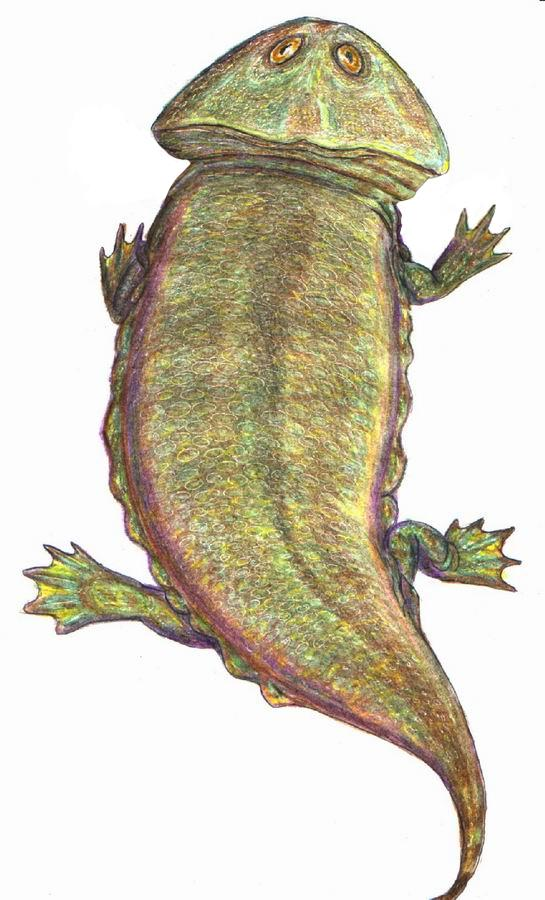
Plagiosaurus